# Herbert Mann (Polizeibeamter)
Herbert Mann (* 14. Juni 1896 in Kohlfurt, Kreis Görlitz; † 9. November 1977 in Kiel) war ein deutscher Polizeibeamter. Mann war 1934 führender Beamter im Geheimen Staatspolizeiamt in Berlin und nach 1945 Angehöriger der Polizei Schleswig-Holstein.

## Leben und Tätigkeit
Mann trat nach dem Ersten Weltkrieg in den Polizeidienst ein und war seit Mitte der 1920er Jahre Kriminalkommissar beim Polizeipräsidium Stettin.
Nach der Entlassung von Rudolf Diels am 1. April 1934 und der Übernahme der Geheimpolizei in Preußen durch die SS unter Heinrich Himmler wurde Mann von Stettin in das Geheime Staatspolizeiamt versetzt. Er kam in die von Günther Patschowsky geleitete Abwehrabteilung und wurde mit der Leitung der provisorischen Unterabteilung „Küste“ betraut, die die Ostseeanreinerstaaten überwachte. Er gehörte damit im Jahr 1934 zum Führungskorps der Gestapozentrale.
Der 1934 beim Sicherheitsdienst der SS in Berlin beschäftigte Heinrich Pfeifer legte in dem 1940 von ihm im Exil unter dem Pseudonym Hansjuergen Koehler veröffentlichten Buch Inside the Gestapo bei seiner Beschreibung der führenden Gestapo-Männer die folgende Personenskizze für Mann im Jahr 1934 vor:
„Die Unterabteilung Küste kümmert sich [abwehrmäßig] um alle Länder der Ostsee, einschließlich der baltischen Staaten und Irlands. Leiter der Unterabteilung ist Kriminalkommissar Manns (oder Manz - Mahns?). Er stammt aus Stettin, und wird von seinen Kollegen wenig respektiert und gemocht. Er ist hochgewachsen, sehr breitschultrig, mit breitem, runden Gesicht, dichtem Haar, hellen Augen, mit dem typischen Gang eines Seemanns. Er ist etwa 35 bis 40 Jahre alt.“
1935 wurde Mann nach Stettin zurückversetzt und dort später zum Kriminalrat befördert.
Nach dem Zweiten Weltkrieg wurde Mann von der britischen Besatzungsverwaltung als Leiter der Kriminalpolizei in Kiel verwendet. Vom 18. Mai 1945 bis 26. Mai 1946 leitete er die Kieler Kriminalpolizeistelle mit dem Rang eines Oberregierungsrates und Kriminalrates.
1949 beantragte die französische Regierung die Auslieferung von Mann. In der Folge kam es zu mehreren Verhandlungen vor dem Auslieferungstribunal in Hamburg. Die französische Regierung zog den Fall schließlich zurück, woraufhin die Extradition Section der britischen Besatzungsverwaltung pro forma die Auslieferung an Frankreich verweigerte.
Stattdessen wurde Mann 1951 im Rahmen des Gruppenprozesses Kriegsgefangenenlager Paris (Prozess gegen Fritz Rossum u. a.) vor dem Militärgericht Paris wegen illegaler Einsperrung und Folterung von Gefangenen während des Zweiten Weltkriegs angeklagt und am 21. Februar 1951 in Abwesenheit schuldig befunden und zu lebenslanger Haft verurteilt.